# Bergenskjöld (adelsätt)
Bergenskjöld (även Bergenschöld eller Bergensköld)  var en svensk adlig ätt med stamfader Andreas Laurentii Edsbergius. Edsbergius sonsöner adlades 1751 och introducerades som ätt nummer 1943 på Riddarhuset. Ätten utslocknade år 1867.
Stamfader för ätten var Andreas Laurentii Edsbergius, som var bondson från Kumla socken och studerade vid Uppsala universitet och senare i Leipzig. Han blev serdermera hovpredikant åt Karl X Gustav och kyrkoherde i Kumla. Han var gift med änkan Clara Fogdonius, som var dotter till domprosten Daniel Fogdonius och dennes hustru Dordi Girstadia. Edsbergius fick flera barn. Däribland superintendenten och professorn Johan Esberg, och teologie doktor Zacharias Esberg. Zacharias Esberg utsågs av Karl XII till biskop av Växjö stift, men Esberg avled innan underrättelsen om sin befordran nådde honom. Han var i första giftet förmäld med systern till Johan Upmarck Rosenadler. Hans andra gifte var med ärkebiskopsdottern Kristina Benzelius, dotter till Erik Benzelius d.ä. och Margaretha Odhelia, vilken tillhörde Bureätten.
Sönerna i Zacharias andra gifte, Erik (1699–1769) och Carl Henrik (1700–1799), adlades 1751 med namnet Bergenskjöld.
Carl Henrik Bergenskjöld var assessor (1747–1755), hovrättsråd (1755–1774), och vice president (1774–1777) vid Svea hovrätt. Han var först gift med Anna Margaretha Hartzell, vars far Eric Hartzell var borgmästare i Sala, och andra gången gift med Anna Margareta Hising, dotter till brukspatron Mikael Hising. Carl Henrik Bergenskjölds gren av ätten slöts med hans son, kommissionssekreteraren i Konstantinopel Zacharias Bergenschöld år 1798.
Erik Bergenskjöld var bergsråd och gift med Hedvig Tersmeden, vilken var dotter till Jacob Tersmeden d.ä. och Elisabeth Gangia.  Erik Bergenskjöld var far till titulärbergsrådet Eric Bergenskjöld d.y. och farfar till justitiekanslern och landshövdingen Erik Johan Bergenschöld. Dennes son, löjtnanten vid Närkes regemente, John Bergenschöld var så deprimerad på grund av dåliga affärer och en belastad ekonomi att han år 1867 tog livet av sig och slöt därmed den adliga ätten på svärdssidan.